# Walter Godefroot
Walter Godefroot (n. 2 iulie 1943, Gent, Flandra, Belgia) este un ciclist de performanță ce a reprezentat Belgia, medaliat olimpic. A participat la o ediție a Jocurilor Olimpice (1964) în care a câștigat o medalie de bronz.